# UnterbezirksDada
UnterbezirksDada war ein deutsches Künstlerduo von 1984 bis 2001, bestehend aus den deutschen Künstlern Cornel Wachter (* 1961 in Köln) und Elmar de Saint Schmitt (* 1958 in Wiesbaden).

## Geschichte
Bereits 1981 begann Schmitt mit dem Plakat-Zyklus Ausgelassene Eröffnung zu Ehren des UnterbezirksDada. Wachter und Schmitt entschlossen sich 1984 zur Zusammenarbeit unter einem Namen. Alle Arbeiten wurden gemeinsam erdacht und erstellt. UnterbezirksDada fühlte sich an Dada-Berlin orientiert und verschrieb sich gesellschaftspolitisch relevanter Kunst. Unterstützung erhielt das Duo in den ersten Jahren von befreundeten Kulturredakteuren beim WDR, der unter anderem 1985 über mehrere Wochen in Hörfunk- und Fernsehprogrammen eine gezielte Werbekampagne durchführte, bei der die Zuhörer bzw. Zuschauer auf die Folter gespannt werden sollten, indem der Sender ihnen häppchenweise mysteriöse und kuriose Details über den „geheimnisvollen Unterbezirksdada“ vermittelte.
1991 zeigte UnterbezirksDada die allererste Performance auf dem Platz vor dem Deutschen Nationaltheater Weimar in Erinnerung an ihre Dada-Vorväter Johannes Baader und Richard Huelsenbeck, die am 16. Juli 1919 ihre Flugblätter Dadaisten gegen Weimar über die gerade zusammengekommene Nationalversammlung abgeworfen hatten.
1993 erstellte UnterbezirksDada einen umfangreichen Bilderzyklus auf ihrem bevorzugten wissenschaftlich-technischen schwarz-weiß Polaroidmaterial 667, im Atelier des Künstlers Sigmar Polke in Köln.
UnterbezirksDada erhielt 1997 das Friedrich Vordemberge Stipendium für bildende Kunst der Stadt Köln. Elmar de Saint Schmitt verließ das Künstlerduo im Jahr 2001 aus nicht bekannten Gründen.
Arbeiten von UnterbezirksDada befinden sich in internationalen Sammlungen, so seit 1996 die große Außenskulptur Fin de Siècle im Park der Lutz Teutloff collection at Brock University, St. Catharines, Ontario (Kanada).